# Ania
Ania es un despoblado y un exclave que actualmente forma parte del municipio de Arrazua-Ubarrundia, en la provincia de Álava, España. 

## Localización
Exclave situado entre los concejos de Arbulo (perteneciente al municipio de Elburgo), y los concejos vitorianos de Junguitu, Lubiano y Matauco.

## Historia
Documentado desde 1025 (Reja de San Millán), formaba parte de la Merindad de Arrazua. Se despobló hacia 1577.
Aparece descrito en el segundo volumen del Diccionario geográfico-estadístico-histórico de España y sus posesiones de Ultramar de Pascual Madoz de la siguiente manera:

ANIA: desp. en la prov. de Alava, herm. y part. jud. de Vitoria, ayunt. de Elorriaga y térm. de Junquitu, existe en él una ermita (San Martín de Ania) con su cot. red. amojonado, cuyo diezmo pertenecia á un beneficio simple, y la primacia se cobraba por las igl. de Junquitu, Matauco, Arbulo y Lubiano alternando: á cargo de ellas estan el asco y alumbrado de dicha ermita. El duque del Infantado percibe la alcabala de las ventas que se hacen en este terr. Antiguamente, fue parr. del pueblo llamado Ania, perteneciente á la merind. de Harhazua, segun se hace mencion en el catálogo que existe en San Millan.
(Madoz, 1845, p. 230)

## Monumentos
Tuvo como iglesia parroquial a la actual ermita de San Martín de Ania.